# Ljuba (Mammut)

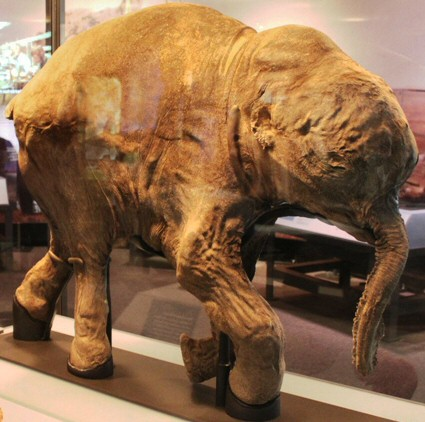
Ljuba im Mai 2010 im Field Museum of Natural History

Ljuba (russisch Люба) ist die Mumie eines weiblichen Wollhaarmammutkalbes (Mammuthus primigenius), das vor ca. 40.000 Jahren im Alter von etwa einem Monat starb. Es ist die am vollständigsten erhaltene entdeckte Mammutmumie der Welt und übertrifft damit Dima, die 1977 gefundene Eismumie eines 6 bis 8 Monate alten männlichen Mammutkalbs, die zuvor das am besten erhaltene Exemplar war.

## Entdeckung und Erforschung
Entdeckt wurde das Wollhaarmammutkalb im Mai 2007 durch den Rentierzüchter und Jäger Juri Chudi am Oberlauf des Flusses Juribei auf der russischen Jamal-Halbinsel. Flusswasser hatte das Tier aus dem Boden gelöst und an seine Fundstelle geschwemmt. Es erhielt den Namen „Ljuba“ nach der Frau des Entdeckers. Von der Jamal-Halbinsel gelangte es im Juli 2007 in das Schemanowski Museum in Salechard, dem Verwaltungszentrum des autonomen Kreises der Jamal-Nenzen, wo ein internationales Forscherteam den Fund untersuchte.
Das Mammut wurde im Dezember 2007 an die Medizinische Jikei-Universität Tokio in Japan gebracht, um dort weitere Untersuchungen, einschließlich Computertomographie-Scans durchzuführen. Im November 2009 gelangte das Mammut „Ljuba“ nach Salechard zurück. Von 5. März 2010 bis 6. September 2010 stand es im Zentrum der Ausstellung Mammoths and Mastodons: Titans of the Ice Age im Field Museum of Natural History in Chicago. Eine Kopie von „Ljuba“ wurde vom 20. November 2010 bis zum 1. Mai 2011 in der Sonderausstellung „Mammuts, Giganten der Eiszeit“ im Neanderthal Museum in Mettmann gezeigt.

## Beschreibung
Das Mammutkalb wiegt 50 kg, ist 85 Zentimeter hoch und 130 Zentimeter lang. Auf seinem Körper befinden sich Fellreste, Rumpf und Augen sind intakt geblieben, sogar die Wimpern des Tieres sind noch deutlich zu erkennen. Die Zehennägel fehlen, ein Stück vom Schwanz und das rechte Ohr wurden dem Tier von Hunden abgebissen, als es vor seinem Transport nach Salechard kurzzeitig von einem Händler in Besitz genommen wurde. Die Haut, die Muskulatur und die inneren Organe des Tieres sind erhalten, die Wissenschaftler konnten in seinem Bauch Milch vom Muttertier und Fäkalien im Darm identifizieren, und sie konnten nachweisen, dass es, wie einige moderne junge Elefanten, den Kot der erwachsenen Herdenmitglieder fraß, um seinen Organismus so mit verdauungsfördernden Bakterien zu versorgen, die ihm anfangs noch fehlten.
Ljuba ist vermutlich im Schlamm erstickt, als sie im Bett des Flusses feststeckte, den ihre Herde überquerte. Bei der Obduktion fanden Wissenschaftler eine dicke Schicht aus Lehm und Sand in Maul, Rüssel und Rachen des Tieres. Die lehmähnliche Substanz, die sie wahrscheinlich erstickte, verursachte auch die Konservierung, die für die Erhaltung des Mammuts sorgte. Während frühere Mammutfunde Anzeichen von Hunger aufwiesen, war Ljuba durch die Muttermilch offensichtlich gut ernährt. Die Ergebnisse einer Isotopenuntersuchung des zweiten und dritten vorderen Backenzahns zeigten, dass sie im Frühjahr geboren wurde.

## Bedeutung
Querschnitte von ihrem linken Milchzahn und einem Prämolar lassen die Schlussfolgerung zu, dass es von Mammuts aus Alaska abstammt, die von dort aus Sibirien über Beringia besiedelten, nachdem die ursprünglichen sibirischen Mammuts ausgestorben oder durch eiszeitliche Jäger ausgerottet worden waren. Durch weitere Untersuchungen der Stoßzähne hoffen die Forscher, Ursachen für die quartäre Aussterbewelle am Ende der letzten Eiszeit zu finden.